# Curt Joël
Curt Walter Joël, auch Kurt, (* 18. Januar 1865 in Greiffenberg, Schlesien; † 15. April 1945 in Berlin) war ein deutscher Jurist, Verwaltungsbeamter und Politiker.

## Leben und Beruf
Curt Joël entstammte einer jüdischen Familie. Nach dem Abitur nahm er ein Studium der Rechtswissenschaft an den Universitäten in Jena, Freiburg im Breisgau und Berlin auf, das er 1888 mit dem ersten und 1893 mit dem zweiten juristischen Staatsexamen sowie mit der Promotion zum Dr. jur. beendete. Während seines Studiums wurde er 1884 Mitglied der Burschenschaft Teutonia Jena. Anschließend trat er als Gerichtsassessor in den preußischen Justizdienst ein. Seit 1899 war er als Staatsanwalt in Hannover und am Berliner Kammergericht tätig. Er wurde 1908 als Vortragender Rat und Geheimer Regierungsrat ins Reichsjustizamt berufen und 1911 zum Geheimen Oberregierungsrat ernannt. Während des Ersten Weltkrieges war Joël Sektionschef im Generalgouvernement Belgien. Gleichzeitig wurde er als Leiter der Zentralpolizeistelle in Brüssel eingesetzt. In diesen Funktionen oblag ihm die Spionageabwehr. 1917 erhielt er im Reichsjustizamt die Ernennung zum Ministerialdirektor.
Joël gehörte keiner Partei an. Gleichwohl galt er während der Zeit der Weimarer Republik als sogenannte „Graue Eminenz“ bzw. „Zentralgestalt der deutschen Justiz“, da er lange Jahre Schlüsselpositionen in der Justizverwaltung bekleidete. Von 1920 bis 1931 amtierte er als Staatssekretär (zunächst Unterstaatssekretär) im Reichsjustizministerium. Nach dem Rücktritt von Reichsjustizminister Erich Emminger übernahm er vom 16. April 1924 bis zum 15. Januar 1925 de facto die Leitung des Ministeriums, gehörte aber nicht der von Reichskanzler Wilhelm Marx geführten Reichsregierung an.
In der von Reichskanzler Heinrich Brüning geleiteten Regierung übernahm er am 10. Oktober 1931 das Amt des Reichsjustizministers, das er seit dem 5. Dezember 1930 bereits kommissarisch verwaltet hatte. Am 30. Mai 1932 schied Joël freiwillig aus seinem Amt aus, als er den Kurs des Kabinetts von Papen als Steigbügelhalter des Nationalsozialismus erkannte.
Nach seinem Ausscheiden aus der Reichsregierung zog er sich aus der Politik zurück und ging in den Ruhestand. Obwohl er einer jüdischen Familie entstammte, wurde er nicht von den Nationalsozialisten verfolgt. Seinen Lebensabend verbrachte er als sogenannter „Schutzjude“ in Schlesien und Berlin.

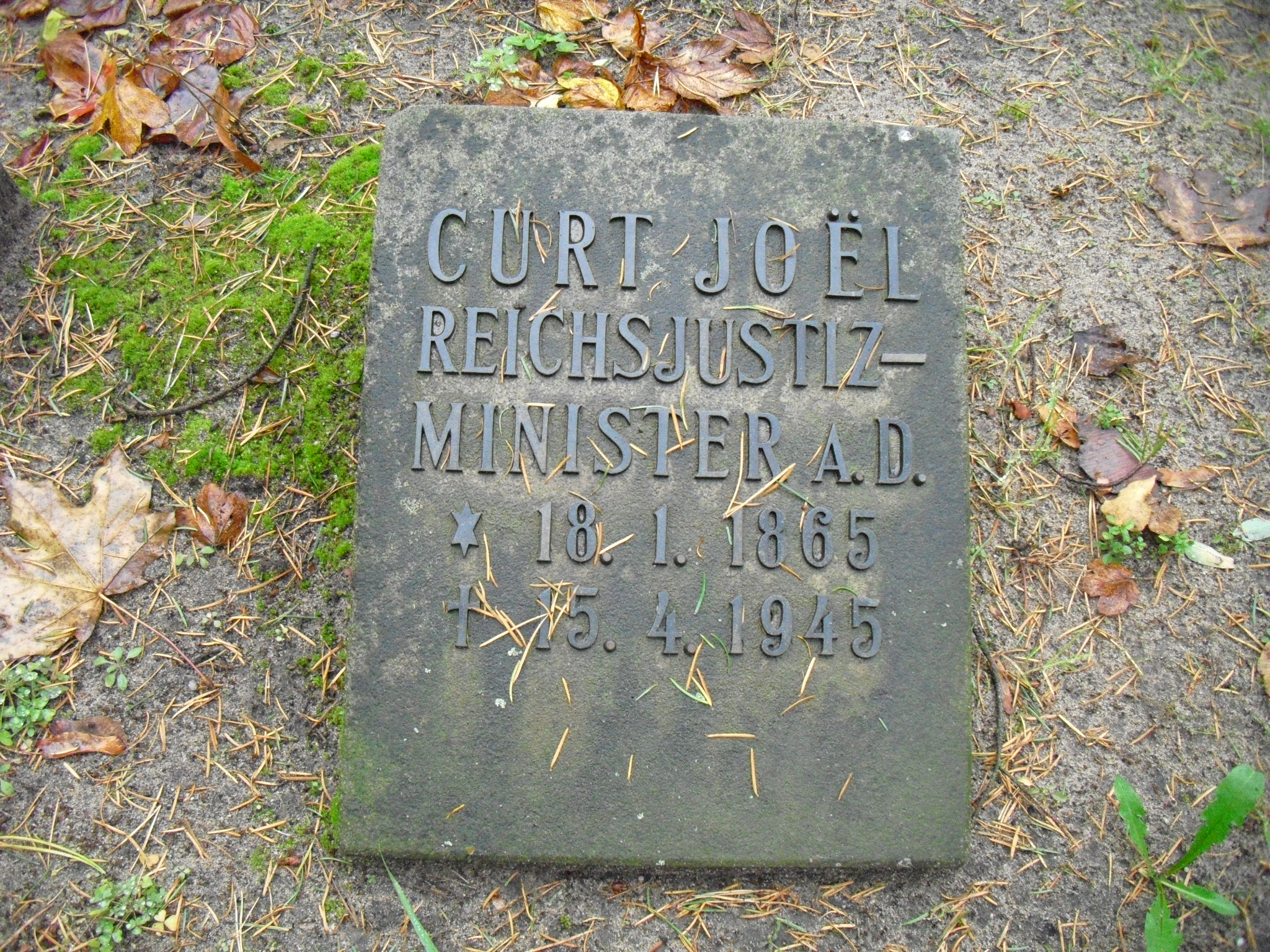
Grab von Curt Joël auf dem Friedhof Heerstraße in Berlin-Westend

Curt Joël starb, kurz vor Ende des Zweiten Weltkriegs, am 15. April 1945 im Alter von 80 Jahren im Hedwig-Krankenhaus in Berlin an Herzschwäche. Sein Grab befindet sich auf dem landeseigenen Friedhof Heerstraße in Berlin-Westend (Grablage: 6-Db-10/11).

## Familie
Curt Joël heiratete 1899 in Breslau Vally von Dreßler (1880–1968). Aus der Ehe gingen zwei Kinder hervor, darunter der Sohn Günther Joël (1899–1986), der spätere Ministerialdirektor im Bundesministerium der Justiz.